# Jules-Antoine Rousseau
Pour les articles homonymes, voir Rousseau.
Jules-Antoine Rousseau, né en 1710 à Versailles et mort à Lardy le 29 août 1782, est un sculpteur ornemaniste français. 

## Biographie
Sculpteur ordinaire des bâtiments du roi, il réalise des chapiteaux et des trophées de plusieurs édifices du domaine de Versailles. Il est aussi le créateur des groupes d'enfants au centre des bassins du jardin français du Petit Trianon.
Il rachète en 1756 un château du XVe siècle à Lardy, qui devient en 1973 l'hôtel de ville.
Ses fils Jules-Hughes, dit Rousseau l'aîné et Jean Siméon, dit Jean-Simon Rousseau de la Rottière, sont aussi sculpteurs.

## Œuvre
- Bassins du Petit Trianon